# The Independent
The Independent je britský deník, který v roce 1986 založili tři dřívější členové redakce deníku The Daily Telegraph. K srpnu 2013 byl průměrný denní náklad kolem 68 tisíc a speciální nedělní vydání 110 tisíc výtisků. V roce 2004 získal ocenění British Press Awards. Jeho majitelem je od roku 2010 ruský podnikatel Alexandr Jevgenjevič Lebeděv. Dne 29. března 2016 vyšlo poslední tištěné číslo a nyní vychází pouze v online podobě.